# Polyamia caperatus
Polyamia caperatus är en insektsart som beskrevs av Ball 1900. Polyamia caperatus ingår i släktet Polyamia och familjen dvärgstritar. Inga underarter finns listade i Catalogue of Life.